# 王鏓
王鍃（1442年—？），字文曜，浙江寧波府慈谿縣人，軍籍，明朝政治人物。進士出身。

## 生平
早年出身國子生，成化四年（1468年）戊子科舉浙江鄉試第二十名。成化十一年（1475年）乙未科會試第二百二十四名，殿試登進士第二甲第二十一名。官大理寺副。

## 家族
曾祖父王桓，曾任知縣 贈右都御史兼大理寺卿。祖父王曛，曾任知縣 贈右都御史兼大理寺卿。父王鼎，正統間舉明經，官至按察司僉事。